# Эмма Чешская

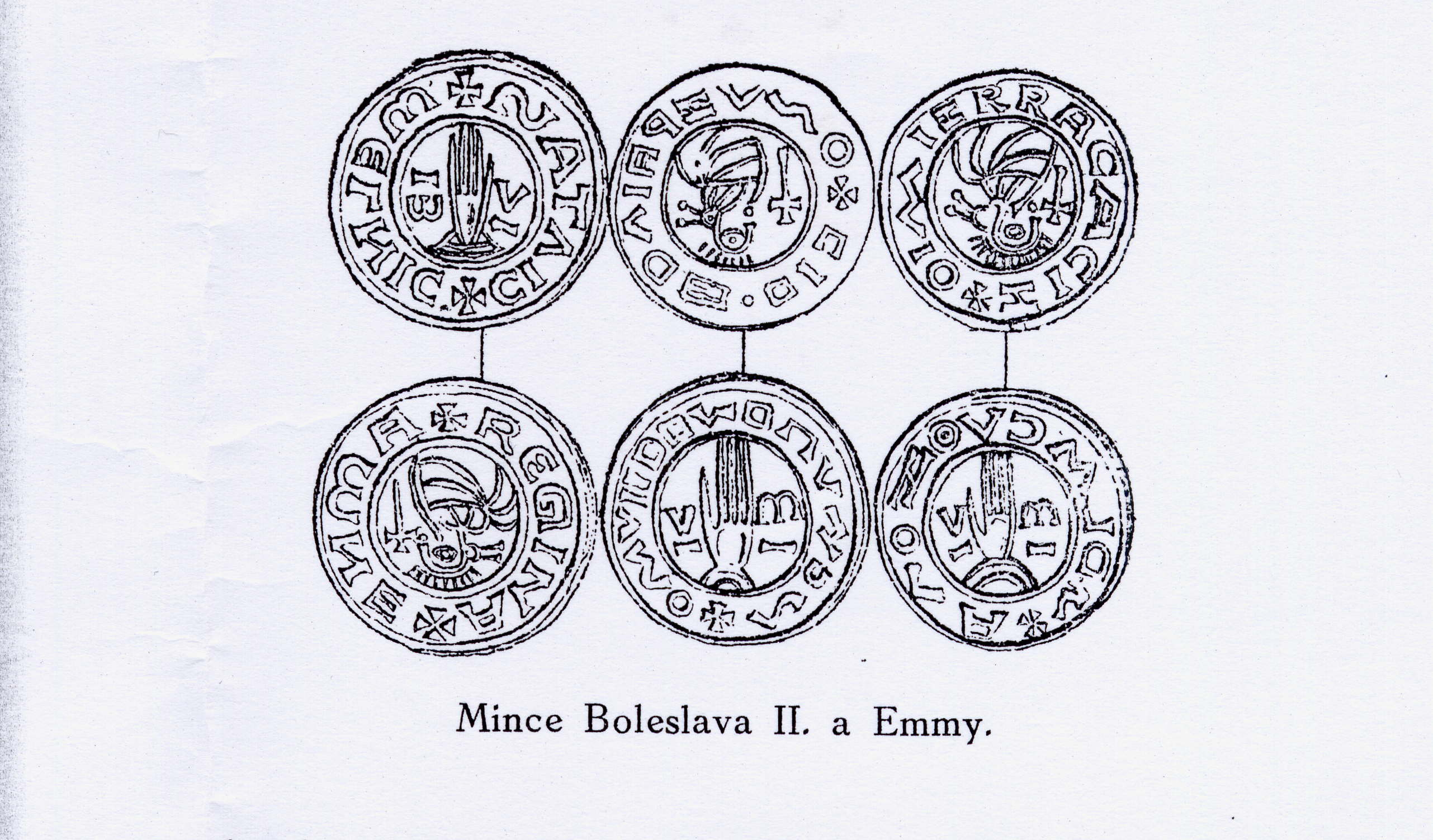
Монеты Эммы (слева) и Болеслава II (в центре и справа)

Эмма Чешская (чеш. Emma Czesk, род. не ранее 950 — 1006, Мельник) — княгиня Чехии. До 1002 года жила в Чехии, как супруга, а затем вдова чешского князя Болеслава II, в пражских Градчанах. Затем, при наступлении в Чехии смутного времени и обострении борьбы за власть, Эмма покинула эту страну и 2 года провела при дворе восточно-франкского короля и императора Священной Римской империи Генриха II. Последние два года жизни княгиня прожила в своём владении в Мельнике.
Эмма является одной из немногих известных по имени личностей ранней чешской истории. Её происхождение спорно: по различным сведениям, она принадлежала к королевскому дому Бургундии, Англии либо Франции и в качестве княжеской невесты прибыла в Чехию. Известие о ней сохранилось благодаря составленной по её указанию рукописи о деяниях святого Вацлава и чеканенной Эммой серебряной монете.

## Биография
Эмма — единственная из известных по имени жён чешского князя Болеслава II, наследовавшего трон своего отца Болеслава I в 972 году. Предположительно, князь Болеслав II был неоднократно женат, возможно также, что он был полигамен. Известно, что Болеслав имел четверых сыновей — но кто из них был сыном и Эммы, неизвестно. Первой указывает имя жены Болеслава «Чешская хроника» Козьмы Пражского — один раз в записи, относящейся к 998 году и сообщающей о благородном происхождении Эммы, другой раз — за 999 год, и указывает на неё как одну из присутствующих лиц при предсмертном обращении Болеслава II.
После смерти супруга положение Эммы в Чехии стало крайне сложным. Наследовавший отцу князь Болеслав III приказал кастрировать своего брата Яромира; другой его брат, Ольдржих, едва избежал смерти при подготовленном на него покушении. Эмма была вынуждена бежать с двумя младшими сыновьями в Регенсбург, искать защиты при дворе короля Германии, будущего императора Генриха II. Однако вскоре Болеслав III был низложен. В 1002—1004 годах в Чехии продолжались междоусобицы. В январе 1003 вельможи Чехии призвали членов великокняжеской фамилии вернуться в Прагу, а Яромиру — занять трон Пржемысловичей. Однако через несколько дней после возвращения Эммы и Яромира — в Чехию вторглись войска польского короля Болеслава Храброго, и Эмма вновь вернулась в Баварию. Лишь в 1004 году, при помощи немецких войск, Яромиру удалось войти в Прагу. Тогда вернулась, уже окончательно, в Чехию и Эмма. Она поселилась в замке Мельник, который был, по-видимому, передан ей по завещанию Болеславом II. В более поздние времена Мельник также оставался «вдовьим владением» чешских княгинь и королев. Старейшим зданием в этом городе является соборная церковь св. Петра, возведённая около 1000 года, то есть во временя княгини Эммы. В 1006 году княгиня скончалась от лихорадки. Гробница её не сохранилась; возможно, она находится под ранними захоронениями чешских князей в Градчанах.